# Nick Gravenites
Nicholas George Gravenites, conosciuto anche come Nick "The Greek" Gravenites o Gravy (Chicago, 2 ottobre 1938 – Santa Rosa, 19 settembre 2024), è stato un cantautore blues statunitense.
Tra le sue collaborazioni più rilevanti si ricordano quelle con Janis Joplin e Mike Bloomfield.

## Discografia

### Album studio
- 1969 - My Labors (Columbia Records)
- 1980 - Bluestar (Line Records)

### Album dal vivo
- 1991 - Live in Athens at the Rodon (Music Box International, con John Cipollina)
- 2009 - Live at Bill Graham's Fillmore West 1969 (Raven Records, con Mike Bloomfield)

### Colonne sonore
- 1972 - Steelyard Blues	(Warner Bros. Records)

### Altre partecipazioni
- 1968 - The Electric Flag - Long Time Comin'
- 1970 - Big Brother and the Holding Company - Be a Brother
- 1972 - Janis Joplin - Joplin in Concert
- 1981 - AA.VV. - The Usual Suspects
- 1982 - The Nick Gravenites John Cipollina Band - Monkey Medicine
- 1999 - Nick & The Backbone - Crackin' Under Pressure (Ano Kato Records)
- 2009 - The Nick Gravenites John Cipollina Band - West Coast Legends Vol. 1 (live)